# アルバ・ユリア
アルバ・ユリア （ルーマニア語:Alba Iulia、ラテン語: Apulum、ドイツ語: Karlsburg/Weißenburg、 ハンガリー語: Gyulafehérvár, トルコ語：Erdel Belgradı）は、ルーマニア・トランシルヴァニア地方の都市。アルバ県の県都。ムレシュ河岸にあり、ルーマニアとハンガリーのどちらにとっても歴史的に重要な都市である。 

## 歴史
現在のアルバ・ユリアは、重要なダキアの政治・経済・社会の中心地アプロン（Apulon）のあった場所にほど近い（多くの考古学者は、ピアトラ・クライヴィイの頂上にダキアの要塞があったと信じている）。アプロンの名は、古代ギリシャの天文学者クラウディオス・プトレマイオスも記述をしている。ダキア南部がローマ帝国の属州となった後、ダキア・アプレンシス（Dacia Apulensis）の首都がこの地に建設され、アプルム（Apulum）の名で知られていた 。アプルムはダキア属州の主要都市の一つで、ローマ軍団の第13軍団が置かれていた。
9世紀、都市の名前はベルグラード（Belgrad / Belograd、白い城を意味するスラヴ語）として記録された。初期ハンガリー史の歴史書ゲスタ・フンガロルム（en:Gesta Hungarorum）は、10世紀に都市を築き自分の公国の首都としていた支配者ゲウラ（またはジューラ、Geula/Gyula/Jula）の名を記している。カトリックの洗礼を受けたハンガリー王イシュトヴァーン1世がカトリックのトランシルヴァニア管理制度を確立させると、11世紀に最初の聖堂が建てられた。現在もあるカトリック聖堂は、12世紀か13世紀に建てられたものである。1442年、トランシルヴァニアのヴォイヴォド（ハンガリー王国の男爵に相当し、私有軍を率い、県の知事・総督に相当する地位であった）フニャディ・ヤーノシュが、対オスマン帝国戦の備えとして要塞を利用した。聖堂は彼の支配時代に拡張され、フニャディの死後はその埋葬場所となった。 
ハンガリー王国の都市ジュラフェヘールヴァール（Gyulafehérvár）として、アルバ・ユリアは1541年にトランシルヴァニア公国の首都となり、この地位は1690年まで保たれた。1551年のワイセンブルク条約は、この地で締結された。17世紀初頭ベトレン・ガーボル公（en:Gabriel Bethlen）時代、市にはアカデミーが設立され、文化的に最高潮に達した。18世紀にはBatthyanaeum図書館が創設され、19世紀には鉄道が敷かれた。
1599年11月、ワラキアのヴォイヴォド、ミハイ勇猛公（en:Michael the Brave）がシェリムバルの戦い（en:Battle of Şelimbăr）に勝利してアルバ・ユリアへ入城し、トランシルヴァニア総督となった。1600年、ミハイはモルダヴィアの支配権を獲得し、1601年にジョルジョ・バスタ（en:Giorgio Basta、神聖ローマ皇帝の傭兵で将軍）の手先によって暗殺されるまで、自分の支配下にあるトランシルヴァニア、ワラキア、モルダヴィアの3公国を統合させた。ミハイの偉業は、ルーマニア人が人口の多数を占める3公国が初めて3年間統合されたことを意味し、ルーマニア人にとって歴史的な重要性を持っている。
1918年、何万人ものルーマニア人（正確な人数はルーマニアとハンガリーの歴史家の間で論争がある）と、トランシルヴァニア・ザクセン人およびその他のトランシルヴァニア少数民族の代表者が、12月1日にアルバ・ユリアへ、ルーマニア王国とトランシルヴァニアの統合の宣言を聞きに集まった。この日は共産主義政権崩壊後のルーマニアで今も『統一記念日』（en:Union Day (Romania)）として祝われている。3公国統合を成し遂げたミハイ公にならい、1922年、ルーマニア王フェルディナンド1世はアルバ・ユリアでルーマニア王として象徴的に戴冠を行った。
1994年4月8日、ローマ教皇ヨハネ・パウロ2世によって、ジェルジ・ヤクビニ（György Jakubinyi）がアルバ・ユリア大司教に任命された。 
2007年9月、アルバ・ユリアで欧州ワイン生産地会議（AREV）の会合が開かれた。

## 見どころ

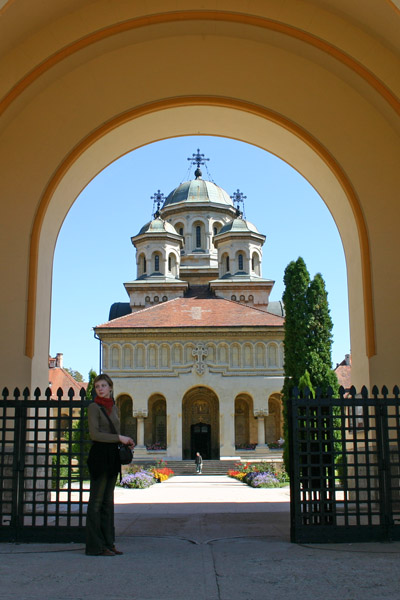
20世紀初頭に建てられたルーマニア正教会聖堂

アルバ・ユリアの主要歴史地区は標高の高い部分で、神聖ローマ皇帝カール6世により広範囲に発展させられた。ハプスブルク家はカール6世にちなみ市の名前をカールスブルク（Karlsburg）と改名した。7つの堡塁のある要塞は、ヴォーバン式を用いてジョヴァンニ・モランド・ヴィスコンティによって1716年から1735年にかけ築かれた。バルカン半島にあるこの種類の要塞の中では、最大のものである。要塞内側はゴシック様式のカトリック聖堂（トランシルヴァニアにおける中世ゴシックを代表する建物）、1794年に設立された希少な写本を所蔵するBatthyaneum図書館がある。フニャディ・ヤーノシュの墓は聖堂内にあり、同じ場所にヤギェウォ家出身のハンガリー王妃イザベラ・ヤギェロンカの墓もある。

## 姉妹都市
- アルンズベルク, ドイツ
- セーケシュフェヘールヴァール, ハンガリー
- アエギオ, ギリシャ
- アルカラ・デ・エナーレス, スペイン
- スリヴェン, ブルガリア
- デュズジェ（en:Düzce）, トルコ
- サン・ベネデット・デル・トロント, イタリア

## 著名な出身者
- ラーコーツィ・フェレンツ1世
- アパフィ・ミハーイ2世

## 参照
1. ↑  Apulum @Livius.orgl